# Secret Millionaire
Secret Millionaire ist eine deutsche Fernsehsendung, die auf dem Fernsehsender RTL ausgestrahlt wird. Sie ist eine Adaption der von 2006 bis 2012 produzierten US-amerikanischen Sendung Millionär undercover. Die auf Sat.1 ausgestrahlte Sendung Geheime Helfer verfolgt das gleiche Konzept wie Secret Millionär.

## Konzept
In der Sendung lebt ein Millionär eine Woche in Armut, ohne dass dabei irgendeiner merkt, dass die Person aus reichen Verhältnissen kommt. Den Menschen vor Ort wird erzählt, der Protagonist würde für eine Dokumentation gefilmt werden müssen. Die Millionäre sollen möglichst viele Kontakte knüpfen und den Ort erkunden. Ist die Woche vorbei, gibt sich der Millionär zu erkennen und unterstützt die Menschen finanziell, von denen er sich am meisten begeistert hat.

## Produktion und Ausstrahlung
Die Sendung wurde von der von 2006 bis 2012 erschienenen US-amerikanischen Sendung Millionär undercover inspiriert. Ein Jahr später, am 14. April 2013, startete die Sendung in Deutschland und wird auf RTL ausgestrahlt. Produziert wurde die Sendung von 2013 bis 2015. Dabei sind 12 Folgen und 3 Staffeln entstanden.

## Episodenliste

### Staffel 1
| Folge | Titel                       | Erstausstrahlung |
| 1     | Axel Hesse                  | 14. April 2013   |
| 2     | Dr. Fatemi                  | 21. April 2013   |
| 3     | Dr. Holger Riemer           | 28. April 2013   |
| 4     | Fürst von Sayn-Wittgenstein | 05. Mai 2013     |

### Staffel 2
| Folge | Titel            | Erstausstrahlung |
| 5     | Kamyar Moghadam  | 13. April 2014   |
| 6     | Milan Michalides | 20. April 2014   |
| 7     | Michael Huttner  | 27. April 2014   |
| 8     | Folge 8          | 04. Mai 2014     |

### Staffel 3
| Folge | Titel   | Erstausstrahlung |
| 9     | Folge 1 | 22. Februar 2015 |
| 10    | Folge 2 | 01. März 2015    |
| 11    | Folge 3 | 08. März 2015    |
| 12    | Folge 4 | 15. März 2015    |

## Kritik
DerWesten hinterfragt, ob es in der Sendung wirklich um die Hilfe der Menschen geht oder sie nur einen „Armuts-Voyeurismus“ darstellt. Des Weiteren wird kritisiert, dass sich die Protagonisten peinlich und naiv verhalten und die Sendung zur Selbstwerbung ausnutzen.